# Helius (Helius) amplus
Helius (Helius) amplus is een tweevleugelige uit de familie steltmuggen (Limoniidae). De soort komt voor in het Oriëntaals gebied.